# Pieter Brillenburg

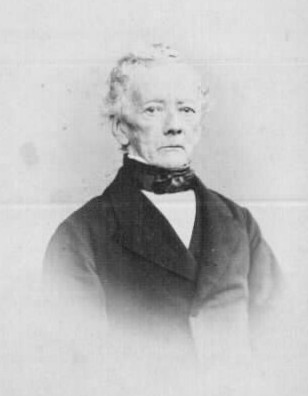
Pieter Brillenburg

Pieter Brillenburg (gedoopt Schiedam, 28 november 1762 - overleden Schiedam, 31 augustus 1831) was een Nederlandse arts en burgemeester. 
Pieter werd in Schiedam geboren als de zoon van de makelaar Gerardus Brillenburg en Cornelia Bredero. Alhoewel zijn familieleden van vaders en moederszijde vooral actief waren in de handel en distilleerderij koos Pieter met een medicijnenstudie een andere richting. Hij was daarmee echter niet de eerste in de familie: zijn overgrootvader Dr. Franciscus le Roy was hem voorgegaan en was als stadsgeneesheer van Schiedam en geneesheer van het Sint Jacobs Gasthuis werkzaam geweest. Na zijn promotie vestigde Pieter zich als arts in zijn geboorteplaats Schiedam, waar hij ook al spoedig bestuurlijke activiteiten ontplooide. In 1796 werd hij lid van de municipaliteit, in 1808 plaatsvervangend wethouder en in 1827 werd hij wethouder genoemd. In de periode 1828-1831 was hij burgemeester van Schiedam. Van 1797-1798 en 1818-1831 diende hij ook als curator van de plaatselijke Latijnse school, waarvan zijn zoon Mr Gerard Corneille Brillenburg vanaf 1828 (tot 1869) de rector was.
Uit zijn huwelijk in 1796 met de Rotterdamse Hendrina Schoutens (1770-1820) werden zes kinderen geboren.